# Volksbank Krautheim
Die Volksbank Krautheim eG war eine Genossenschaftsbank mit Sitz in der baden-württembergischen Stadt Krautheim im Hohenlohekreis.

## Geschichte
Die Volksbank Krautheim eG wurde im Jahr 1867 in Krautheim gegründet und fusionierte im Jahr 1974 als Volksbank-Raiffeisen eG Krautheim mit der Raiffeisenbank eG Assamstadt mit dem Sitz im Assamstadt. Zuvor fusionierte die Volksbank-Raiffeisen eGmbH Krautheim im Jahr 1973 mit der Raiffeisenkasse eGmbH Neunstetten mit dem Sitz in Neunstetten, im Jahr 1971 als Volksbank Krautheim – Raiffeisen – eGmbH mit der Spar- und Darlehnskasse eGmbH Erlenbach mit dem Sitz in Erlenbach, im Jahr 1970 mit der Raiffeisenkasse eGmbH Gommersdorf mit dem Sitz in Gommersdorf und im Jahr 1969 mit der Raiffeisenkasse eGmbH Ballenberg mit dem Sitz in Ballenberg.
Mit Eintragung vom 16. Februar 1995 bzw. 14. September 2007 erhielt die Bank ihre Firmierung.
Im Jahr 2024 fusionierte die Bank mit der Volksbank Kirnau eG zur Volksbank Kirnau-Krautheim eG mit dem Sitz in Rosenberg.

## Rechtsverhältnisse
Die Volksbank Krautheim eG war im Genossenschaftsregister beim Amtsgericht Stuttgart unter GnR 590046 eingetragen.

## Organisationsstruktur
Rechtsgrundlagen waren das Genossenschaftsgesetz und die durch die Vertreterversammlung beschlossene Satzung. Organe der Bank waren der Vorstand, der Aufsichtsrat und die Vertreterversammlung.

## Sicherungseinrichtung
Die Volksbank Krautheim eG war der amtlich anerkannten Sicherungseinrichtung des Bundesverbandes der Deutschen Volksbanken und Raiffeisenbanken GmbH und der zusätzlichen freiwilligen Sicherungseinrichtung des Bundesverbandes der Deutschen Volksbanken und Raiffeisenbanken e.V. angeschlossen.

## Geschäftsausrichtung
Die Volksbank Krautheim eG betrieb das Universalbankgeschäft. Im Verbundgeschäft arbeitete sie mit der DZ Bank, R+V Versicherung, Bausparkasse Schwäbisch Hall, Teambank, VR Leasing, DZ Hyp und der Union Investment zusammen.

## Geschäftsgebiet
Das Geschäftsgebiet lag im Norden des Hohenlohekreises, im Osten des Neckar-Odenwald-Kreises und im Westen der Main-Tauber-Kreises.
An diesen Orten betrieb die Bank Filialen:
- Krautheim (Hauptstelle, jur. Sitz)
- Ballenberg (Geschäftsstelle)
- Erlenbach (Geschäftsstelle)
- Assamstadt (Geschäftsstelle)